# Miroslav Martinjak
Miroslav Martinjak (* 4. August 1951 in Gornja Voća bei Ivanec) ist ein kroatischer Organist, Komponist, Kirchenmusiker, Arrangeur und Hochschullehrer der Universität Zagreb sowie regens chori der Kathedrale von Zagreb.

## Biografie
Miroslav Martinjak wuchs in Gornja Voća auf und besuchte dort die Grundschule. Er studierte nach seiner Schulausbildung bis 1976 an der Universität Zagreb und wurde im selben Jahr zum Priester geweiht. Nach zweijähriger Seelsorge in Samobor studierte er in Rom Gregorianischer Choral, Komponieren und Orgel.
Martinjak ist Mitglied der Bischöflichen Kommission für Liturgie der Kroatischen Bischofskonferenz (seit 1992) und der Conférence Européenne des Associations de Musique d’Église (seit 1995). Zudem war er der Präsident des Instituts für Geistliche Musik in Zagreb (1996–2012). Seit 2001 bearbeitet er das liturgische Magazin »Sveta Cecilija« (Heilige Cäcilia).

## Werke (Auswahl)
- Hrvatska misa za troglasni zbor i orgulje, 1989
- Misa za troglasni mješoviti zbor, 1989
- Misa brevis, 2005
- Misa novorođenom kralju, 2005